# Issenhausen

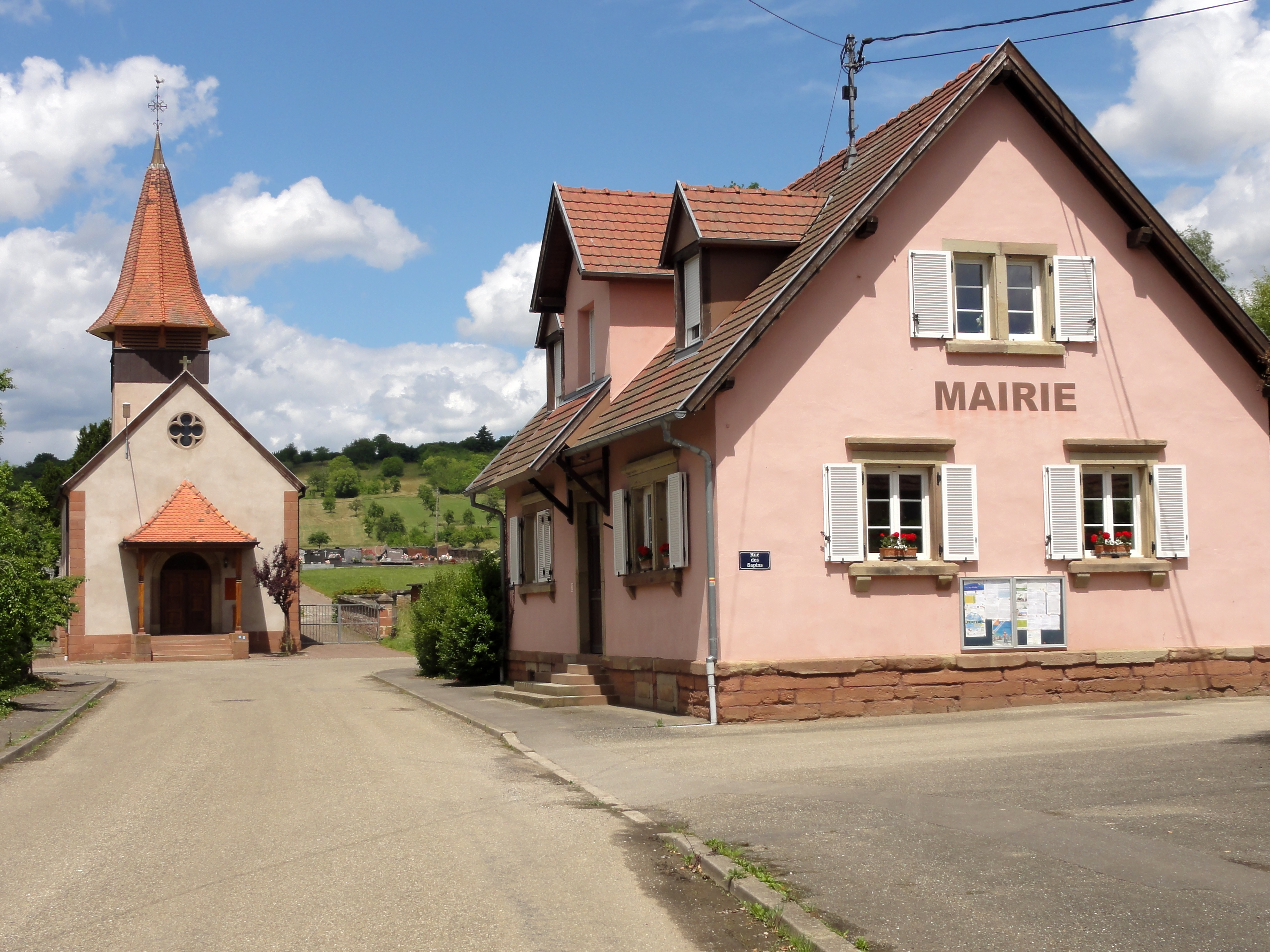
Mairie und evangelische Kirche

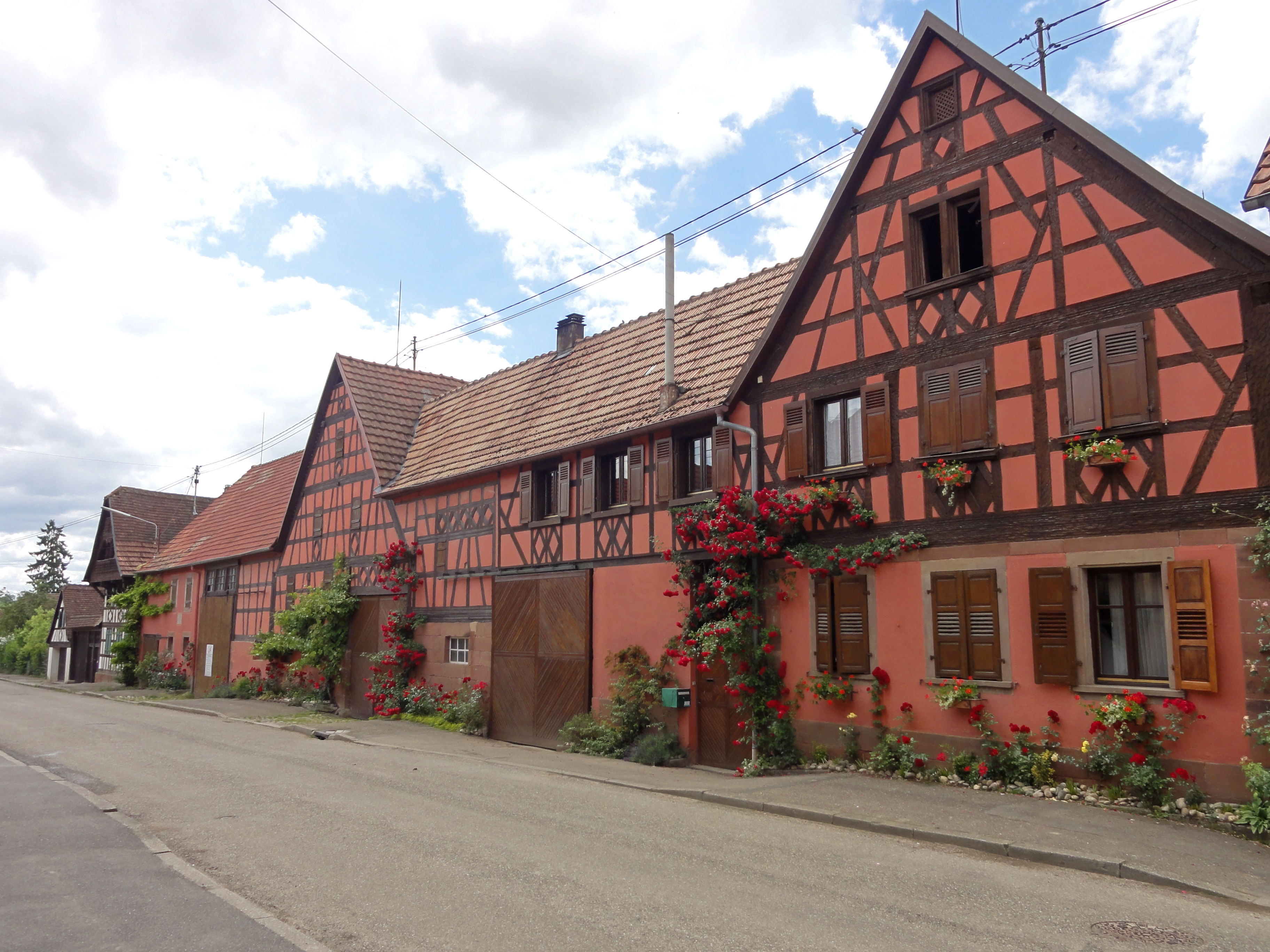
Hauptstraße

Die französische Gemeinde Issenhausen mit 111 Einwohnern (Stand 1. Januar 2021) liegt im Département Bas-Rhin in der Region Grand Est (bis 2015 Elsass). Am 1. Januar 2015 wechselte die Gemeinde vom Arrondissement Strasbourg-Campagne zum Arrondissement Saverne.

## Geografie
Die Gemeinde liegt 35 Kilometer nordwestlich von Straßburg. Die Häuser Issenhausens liegen fast alle an einer einzigen Straße, einer Nebenstraße der Départementsstraße D 7.
Im Ortsteil „Bachgraben“ fließt die Zorn.

## Geschichte

### Mittelalter
Der Name „Issenhausen“ hat einen alemannischen Ursprung und wurde von „Eisen“ abgeleitet, da dort Eisenerz abgebaut wurde.
Das Dorf befand sich seit Anfang des 13. Jahrhunderts als Allod im Besitz der Herren von Lichtenberg. In der Herrschaft Lichtenberg lag es im Amt Buchsweiler, das am Anfang des 14. Jahrhunderts als Amt dort entstanden war.
Anna von Lichtenberg (* 1442; † 1474), Tochter von Ludwig V. von Lichtenberg (* 1417; † 1474), und eine von zwei Erbtöchtern mit Ansprüchen auf die Herrschaft, heiratete 1458 den Grafen Philipp I. den Älteren von Hanau-Babenhausen (* 1417; † 1480). Der hatte eine kleine Sekundogenitur aus dem Bestand der Grafschaft Hanau erhalten, um sie heiraten zu können. Durch die Heirat entstand die Grafschaft Hanau-Lichtenberg. Nach dem Tod des letzten Lichtenbergers, Jakob von Lichtenberg, eines Onkels von Anna, erhielt Philipp I. d. Ä. 1480 die Hälfte der Herrschaft Lichtenberg. Die andere Hälfte gelangte an seinen Schwager, Simon IV. Wecker von Zweibrücken-Bitsch. Das Amt Buchsweiler – und damit auch Issenhausen – gehörten zu dem Teil von Hanau-Lichtenberg, den die Nachkommen von Anna erbten.

### Neuzeit
Graf Philipp IV. von Hanau-Lichtenberg (1514–1590) führte nach seinem Regierungsantritt 1538 die Reformation in seiner Grafschaft konsequent durch, die nun lutherisch wurde.
Mit der Reunionspolitik Frankreichs unter König Ludwig XIV. kam das Amt Buchsweiler unter französische Oberhoheit. Der Pionier-Offizier Guillin aus Neu-Breisach erwähnte 1702 den Ort in einem Bericht unter dem Namen „Geisvueiller“. Nach dem Tod des letzten Hanauer Grafen, Johann Reinhard III. 1736, fiel das Hanau-Lichtenberg – und damit auch das Amt Buchsweiler – an den Sohn seiner einzigen Tochter, Charlotte, Landgraf Ludwig (IX.) von Hessen-Darmstadt. Mit dem durch die Französische Revolution begonnenen Umbruch wurde Issenhausen französisch.

### Bevölkerungsentwicklung
| 1798 | 1962 | 1968 | 1975 | 1982 | 1990 | 1999 | 2006 | 2017 |
| ---- | ---- | ---- | ---- | ---- | ---- | ---- | ---- | ---- |
| 91   | 86   | 78   | 80   | 85   | 74   | 89   | 94   | 111  |

## Sehenswürdigkeiten
- Fachwerkhäuser, auf Französisch Maisons à colombage, aus dem 18. Jahrhundert
- kleine lutherische Kirche aus dem Jahr 1850, renoviert im Jahr 1914